# Przekładnia zębata o zmiennym przełożeniu

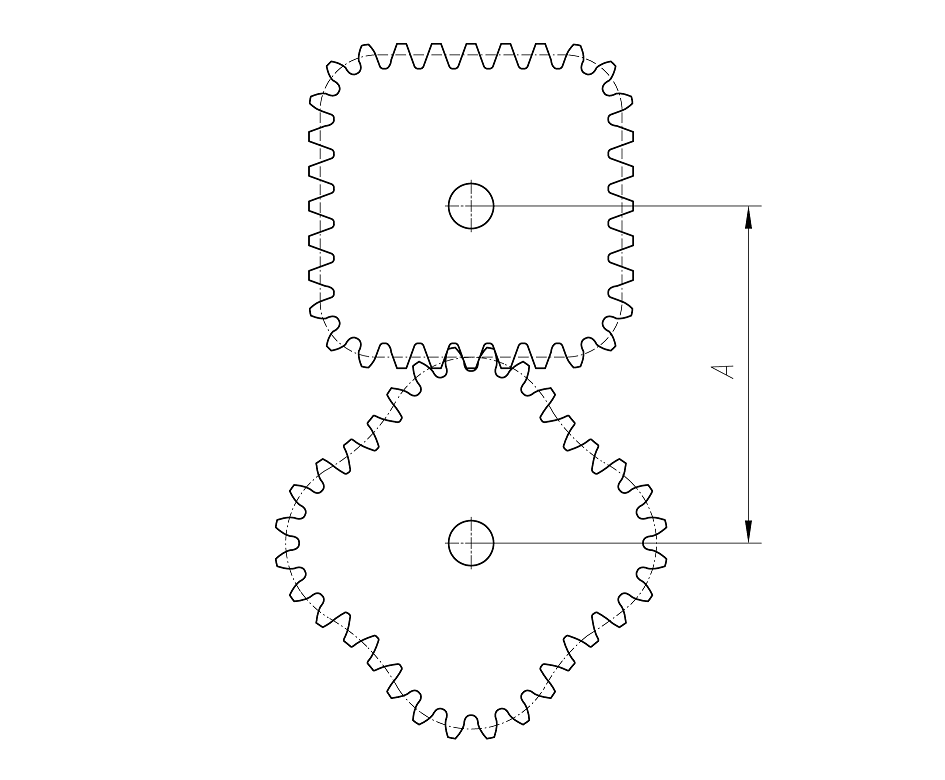
Przekładnia zębata o zmieniającym się przełożeniu – przykład

Przekładnia zębata o zmiennym przełożeniu – szczególny rodzaj przekładni zębatej o specjalnych właściwościach i przeznaczeniu. Podczas gdy zwykła przekładnia jest zoptymalizowana pod kątem przenoszenia napędu na element współpracujący z maksymalną sprawnością, przekładnia o zmiennym przełożeniu może mieć za zadanie generowanie pulsacji w napędzie, cykliczne zmiany odległości osi i inne. Zakres możliwych zastosowań jest ograniczony tylko wyobraźnią wynalazcy i zawiera maszyny włókiennicze, potencjometry, przekładnie bezstopniowe, napędy rolet, napędy pras mechanicznych i silniki hydrauliczne.
Parę zwykłych kół zębatych można przedstawić jako dwa koła, toczące się po sobie bez poślizgu. W przypadku przekładni o zmiennym przełożeniu koła te zastąpione są innymi figurami geometrycznymi. Z tego powodu elementy pracujące w takich przekładniach nie mają zazwyczaj kształtu koła.
Ogólnie przekładnie zębate o zmiennym przełożeniu powinny spełniać wszystkie wymogi odnoszące się do zwykłych przekładni zębatych, ale w niektórych przypadkach np. uzyskanie dopuszczalności zmian odległości osi może się okazać niemożliwe i takie przekładnie wymagają zawężonych tolerancji wykonania oraz pojawiają się problemy z ich montażem. Ze względu na skomplikowaną geometrię elementy pracujące w takich przekładniach mają zwykle prostą linię zęba, a do ich wytwarzania stosuje się technologie formowania i obróbki elektroerozyjnej zamiast metod obwiedniowych.